# Hamburg-Halbmarathon

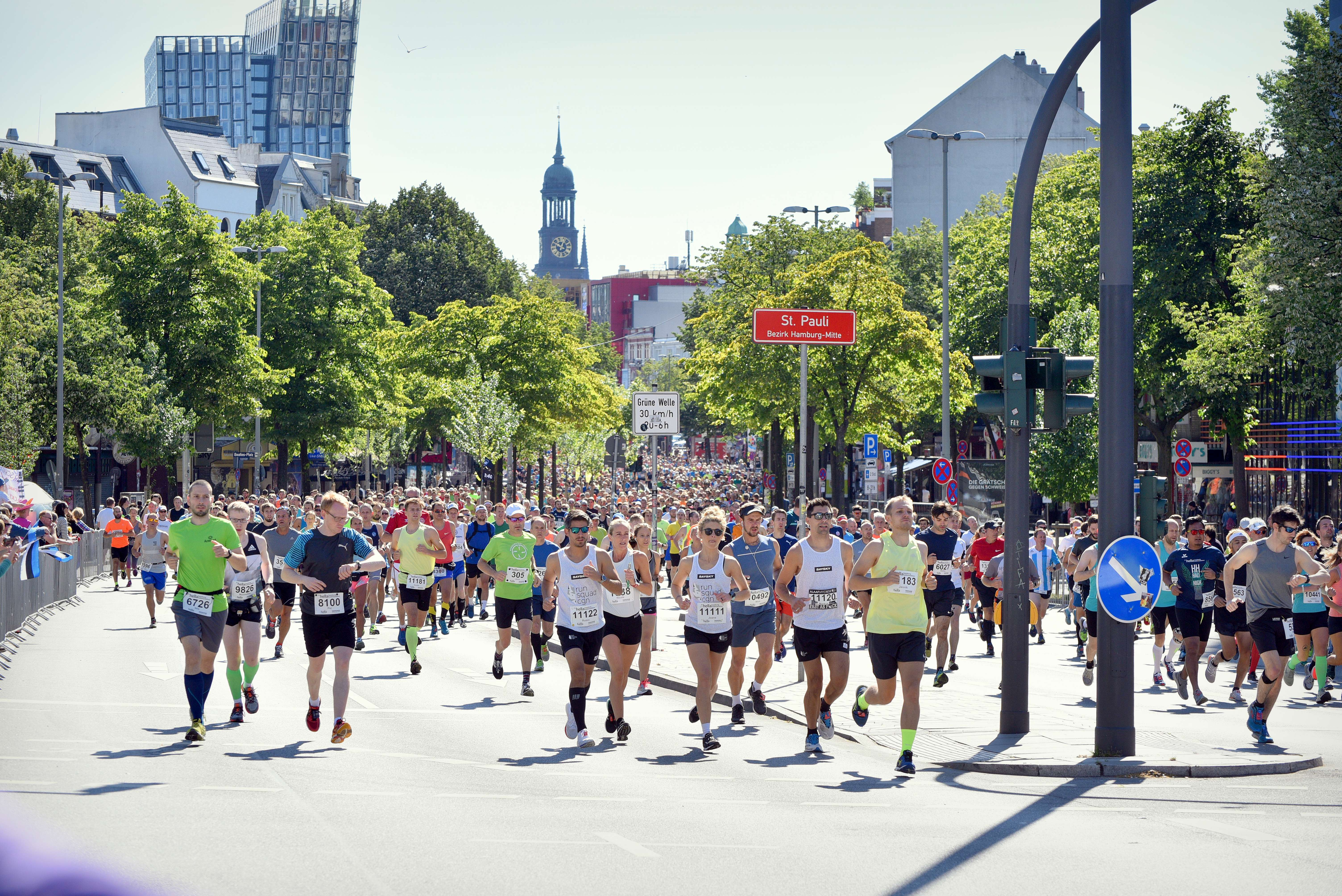
Seit 2003 startet das Rennen auf der Reeperbahn auf St. Pauli.

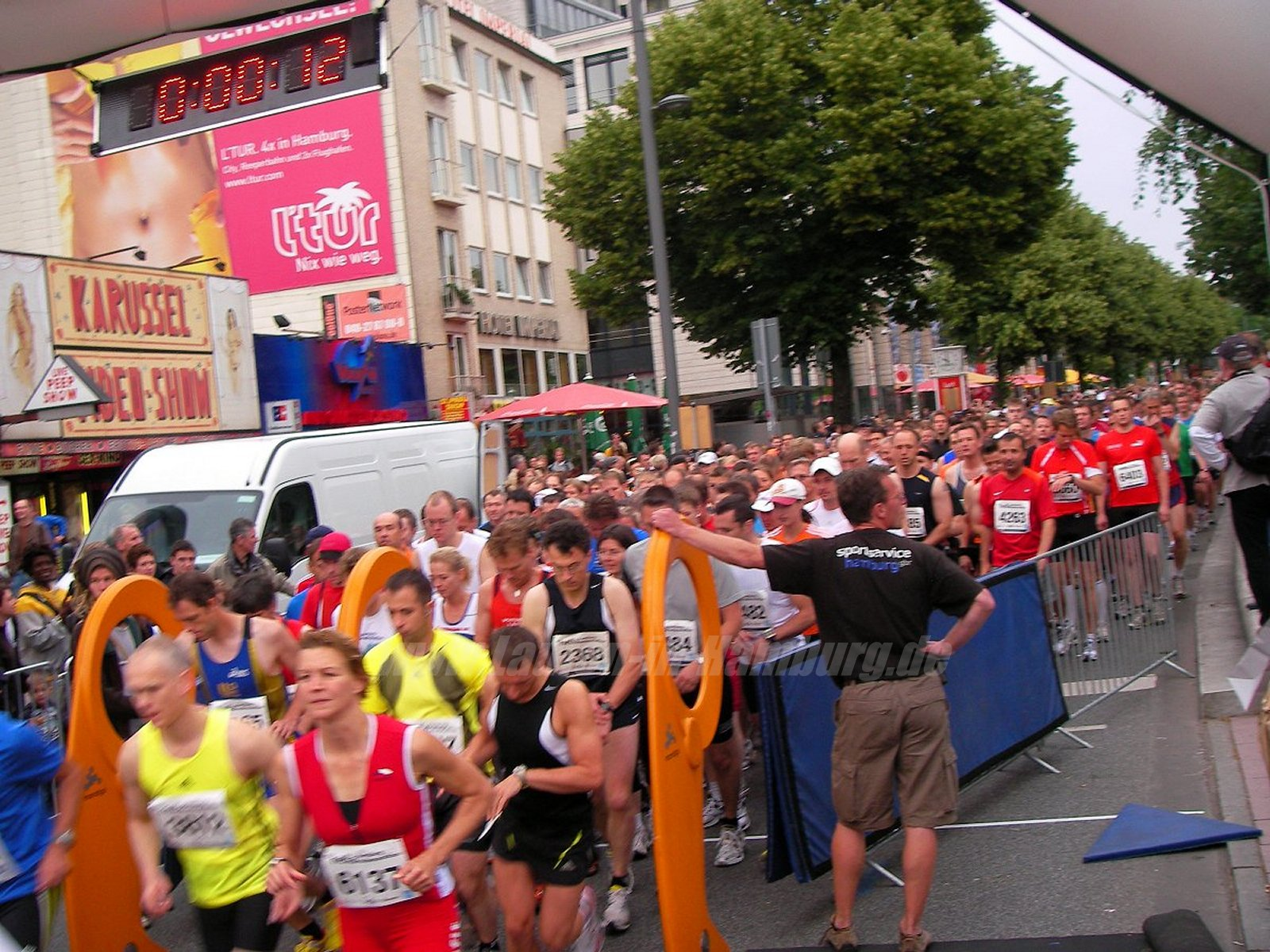
Start zum 15. hella Halbmarathon Hamburg 2009 auf der Reeperbahn

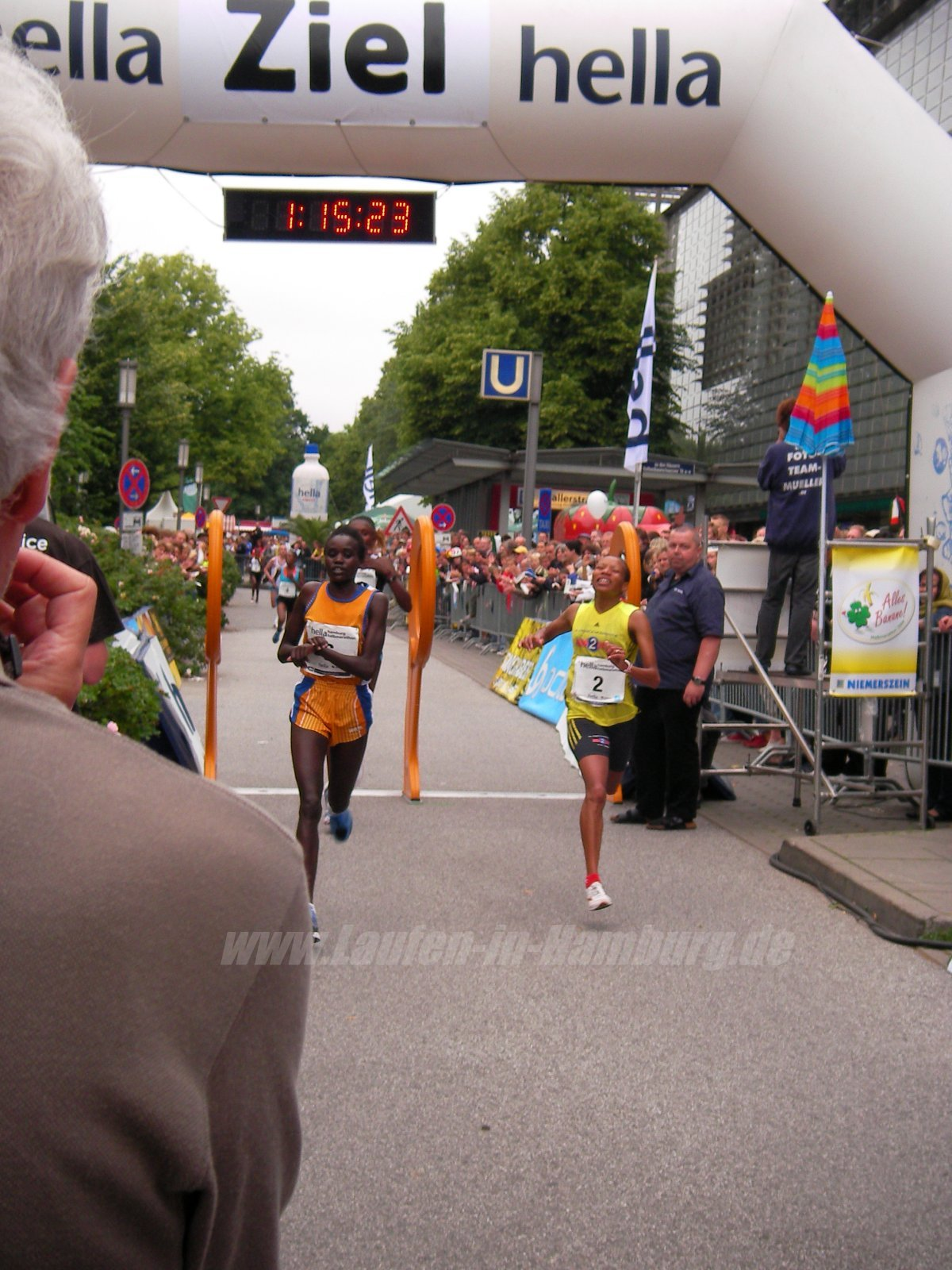
Caroline Chepknowny und Ruth Wanjiru, Erste und Zweite beim 15. hella Halbmarathon 2009

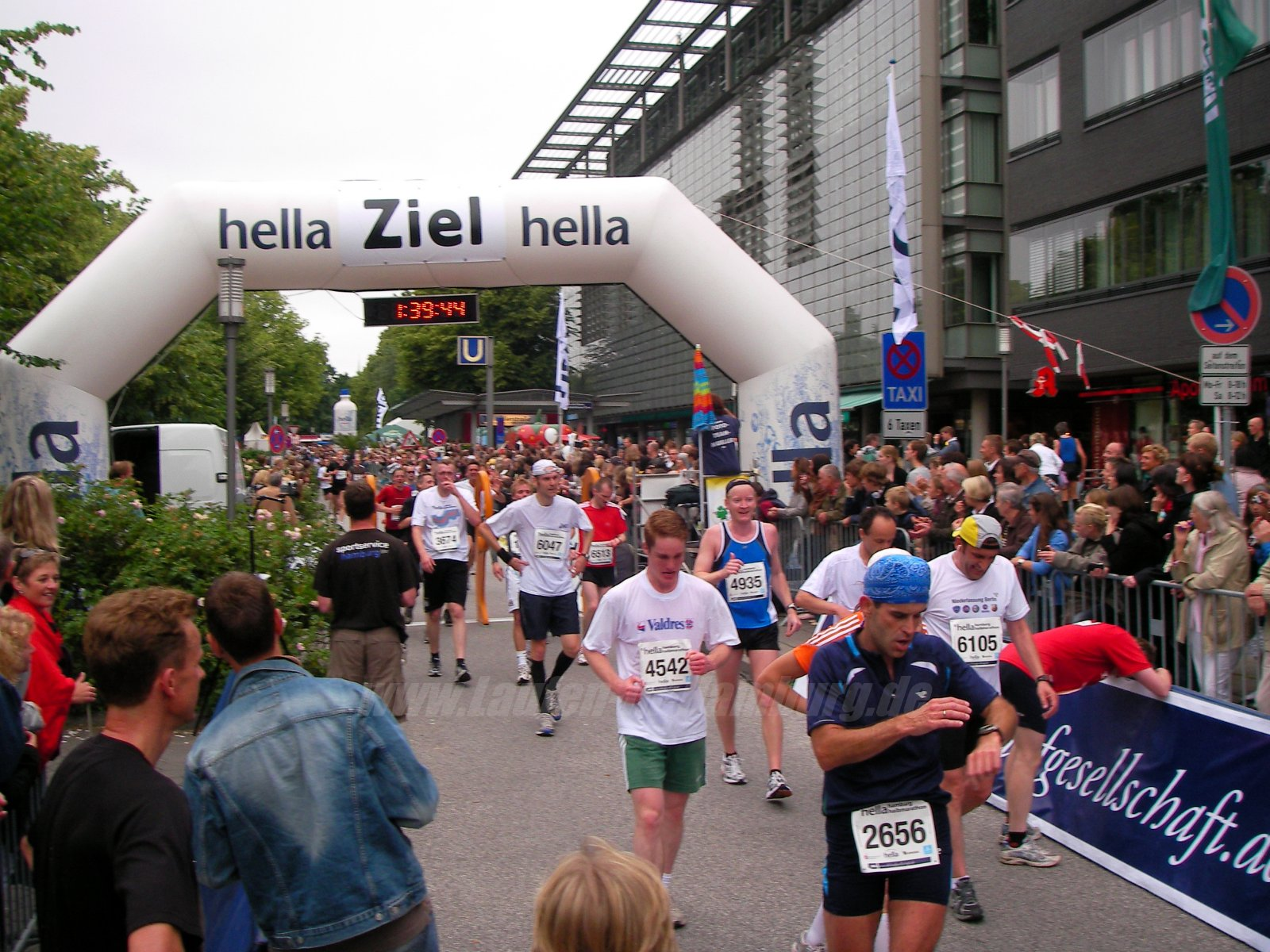
Zieleinlauf zum 15. hella Halbmarathon Hamburg 2009 auf der Rothenbaumchaussee

Der Hamburg-Halbmarathon, seit 2004 mit offiziellem Namen hella hamburg halbmarathon (nach dem Sponsor hella), ist ein Halbmarathon in Hamburg, der seit 1995 stattfindet und zu den größten in Deutschland gehört. Veranstalter ist BMS Die Laufgesellschaft mbH. Zum Programm gehört seit 1996 auch ein Halbmarathon für Inline-Skater.

## Geschichte
Seit 2003 startet das Rennen, das zuvor im Stadtpark stattfand, auf der Reeperbahn. Die Route hatte bis 2016 eine Schleife zum Bezirksamt Hamburg-Altona und die Landungsbrücken zurück zur Reeperbahn gemacht. Aus Kapazitätsgründen geht die Strecke 2017 über die Königsstraße zunächst zum Bezirksamt Altona und weiter über die Holländische Reihe und die Bernadottestraße. Über die Liebermannstraße geht es über die Elbchaussee zurück zum Bezirksamt, wo man auf die Palmaille gelangt. Nun läuft man ostwärts am Altonaer Fischmarkt vorbei auf die Hafenstraße und entlang der Landungsbrücken auf das Johannisbollwerk. Weiter geht es über Vorsetzen, Kajen und Bei den Mühren zum Dovenfleet. Durch den Wallringtunnel geht es zur Binnenalster. Es folgt eine Wendepunktstrecke auf der Kennedybrücke. Dem Ostufer der Außenalster folgt man nordwärts in die Uhlenhorst und Winterhude, bevor es nach Harvestehude zum Ziel auf der Rothenbaumchaussee geht.
Die Veranstaltung geriet mehrfach in die Kritik: 2019 ließen die Verantwortlichen die Veranstaltung trotz großer Hitze stattfinden und konnten dabei die Wasserversorgung nicht sicherstellen. 57 Teilnehmer mussten in Krankenhäusern behandelt werden. 2015 mussten sich die Verantwortlichen erklären, weil nach der Veranstaltung zahlreiche vorab geöffnete, ungenutzte Wasserflaschen ausgeschüttet wurden.
2020 und 2021 wurde der Halbmarathon digital ausgetragen, wobei am Veranstaltungstag Zeitnahme und Ergebnisübertrag von Läuferinnen und Läufern aus der ganzen Welt elektronisch übermittelt werden konnten. 2022 wurde der Halbmarathon erstmals wieder regulär ausgetragen. Aufgrund der Hitze und der anhaltenden Corona-Pandemie gingen nur rund 7.000 der gemeldeten 11.000 Teilnehmer an den Start. 2025 kam nach einem Sturz beim Halbmarathon Tom Hauser, der Sohn des Kochs Karlheinz Hauser, ums Leben.

## Statistik
Quellen: ARRS, Website des Veranstalters

### Streckenrekorde
- Männer: 1:00:52, Merhawi Kesete (ERI), 2015
- Frauen: 1:10:13, Gladys Jeptepkeny (KEN), 2018

### Siegerliste
| Jahr          | Männer                       | Zeit            | Frauen                       | Zeit            |
| ------------- | ---------------------------- | --------------- | ---------------------------- | --------------- |
| 25. Juni 2023 | Samwel Mailu (KEN)           | 1:01:09         | Lonah Chemtai Salpeter (ISR) | 1:10:05         |
| 26. Juni 2022 | Samwel Mailu (KEN)           | 1:01:52         | Ludwina Chepngetich (KEN)    | 1:12:32         |
| 27. Juni 2021 | erneut abgesagt              | erneut abgesagt | erneut abgesagt              | erneut abgesagt |
| 28. Juni 2020 | abgesagt                     | abgesagt        | abgesagt                     | abgesagt        |
| 30. Juni 2019 | Stephen Kiprotich (UGA)      | 1:04:11         | Melat Yisak Kejeta (GER)     | 1:11:29         |
| 1. Juli 2018  | Kalipus Lomwai (KEN)         | 1:01:22         | Gladys Jeptepkeny (KEN)      | 1:10:13         |
| 25. Juni 2017 | Albert Kangogo (KEN)         | 1:01:07         | Flomena Chepchirchir (KEN)   | 1:10:21         |
| 26. Juni 2016 | Geoffrey Yegon (KEN)         | 1:01:46         | Antonina Kwambai (KEN)       | 1:12:48         |
| 21. Juni 2015 | Merhawi Kesete (ERI)         | 1:00:52         | Agnes Katunge Mutune -2-     | 1:11:27         |
| 29. Juni 2014 | Charles Wachira Maina (KEN)  | 1:01:41         | Agnes Katunge Mutune (KEN)   | 1:12:46         |
| 23. Juni 2013 | Abraham Gebregziabher (ERI)  | 1:03:39         | Alemtsehay Mesfin (ETH)      | 1:14:33         |
| 24. Juni 2012 | Jacob Kendagor (KEN)         | 1:02:21         | Caroline Chepkwony -3-       | 1:13:27         |
| 3. Juli 2011  | Joseph Kiprono Kiptum (KEN)  | 1:03:15         | Monica Jepkoech (KEN)        | 1:16:08         |
| 27. Juni 2010 | Peter Naibei Kwalia (KEN)    | 1:07:21         | Caroline Chepkwony -2-       | 1:13:57         |
| 28. Juni 2009 | Gilbert Kipruto Kirwa (KEN)  | 1:01:52         | Caroline Chepkwony (KEN)     | 1:15:22         |
| 29. Juni 2008 | Peter Kiprotich (KEN)        | 1:03:43         | Pauline Njery (KEN)          | 1:14:52         |
| 24. Juni 2007 | Elijah Keitany (KEN)         | 1:04:37         | Ednah Mukhwana (KEN)         | 1:22:13         |
| 25. Juni 2006 | Shaddrack Kiyai (KEN)        | 1:07:27         | Marisol Madera Durán (ESP)   | 1:27:43         |
| 26. Juni 2005 | Augustus Mbusya Kavutu (KEN) | 1:05:56         | Mercy Kibarus (KEN)          | 1:20:24         |
| 27. Juni 2004 | Amos Tirop Matui (KEN)       | 1:05:26         | Lydia Kurgat (KEN)           | 1:16:36         |
| 29. Juni 2003 | Philip Cheruiyot (KEN)       | 1:06:45         | Gitte Karlshøj -2-           | 1:16:40         |
| 23. Juni 2002 | Meshack Kosgei (KEN)         | 1:07:28         | Gitte Karlshøj (DEN)         | 1:14:01         |
| 24. Juni 2001 | Steffen Benecke (GER)        | 1:06:23         | Marija Latyschewa (UKR)      | 1:17:25         |
| 25. Juni 2000 | James Tanui (KEN)            | 1:05:45         | Gabriele Schult -2-          | 1:22:47         |
| 11. Sep. 1999 | Samwel Kiplimo (KEN)         | 1:07:10         | Christine Stief (GER)        | 1:19:47         |
| 12. Sep. 1998 | Stephen Rugut (KEN)          | 1:04:51         | Gabriele Schult (GER)        | 1:20:34         |
| 24. Aug. 1997 | Stephan Freigang (GER)       | 1:02:37         | Christina Mai (GER)          | 1:14:46         |
| 15. Sep. 1996 | Jürgen Austin-Kerl (GER)     | 1:04:22         | Rose-Marie Soares (FRA)      | 1:14:34         |
| 17. Sep. 1995 | Michael Hass (GER)           | 1:04:09         | Manuela Veith (GER)          | 1:16:57         |